# Jean-Pierre Filiu
Jean-Pierre Filiu (París, 1961) és un professor universitari francès, historiador i arabista, especialista en l'Islam contemporani. Professor de la universitat Sciences Po Paris, exerceix a l'École des affaires internationales, després d'haver estat professor, als Estats Units, a la Universitat de Colúmbia i la Universitat de Georgetown.
Diplomat el 1981 per l'Institut d'études politiques de Paris, el 1985 va presentar la seva tesi doctoral sota el títol Mai 68 à l'ORTF: une radio-télévision en résistance, publicada posteriorment amb el suport de l'Institut national de l'audiovisuel de França. Diplomat també per l'Institut national des langues et civilisations orientales, va ser delegat de la Federació Internacional de Drets Humans al Líban en plena guerra civil. Va redactar, el 1984, el primer informe sobre la tragèdia dels civils «desapareguts» en el conflicte libanès i va testificar sobre aquest tema davant el Consell de Drets Humans de les Nacions Unides. Posteriorment va ser el responsable, el 1986, d'un projecte humanitari en una zona de l'Afganistan ocupada pels resistents antisoviètics.

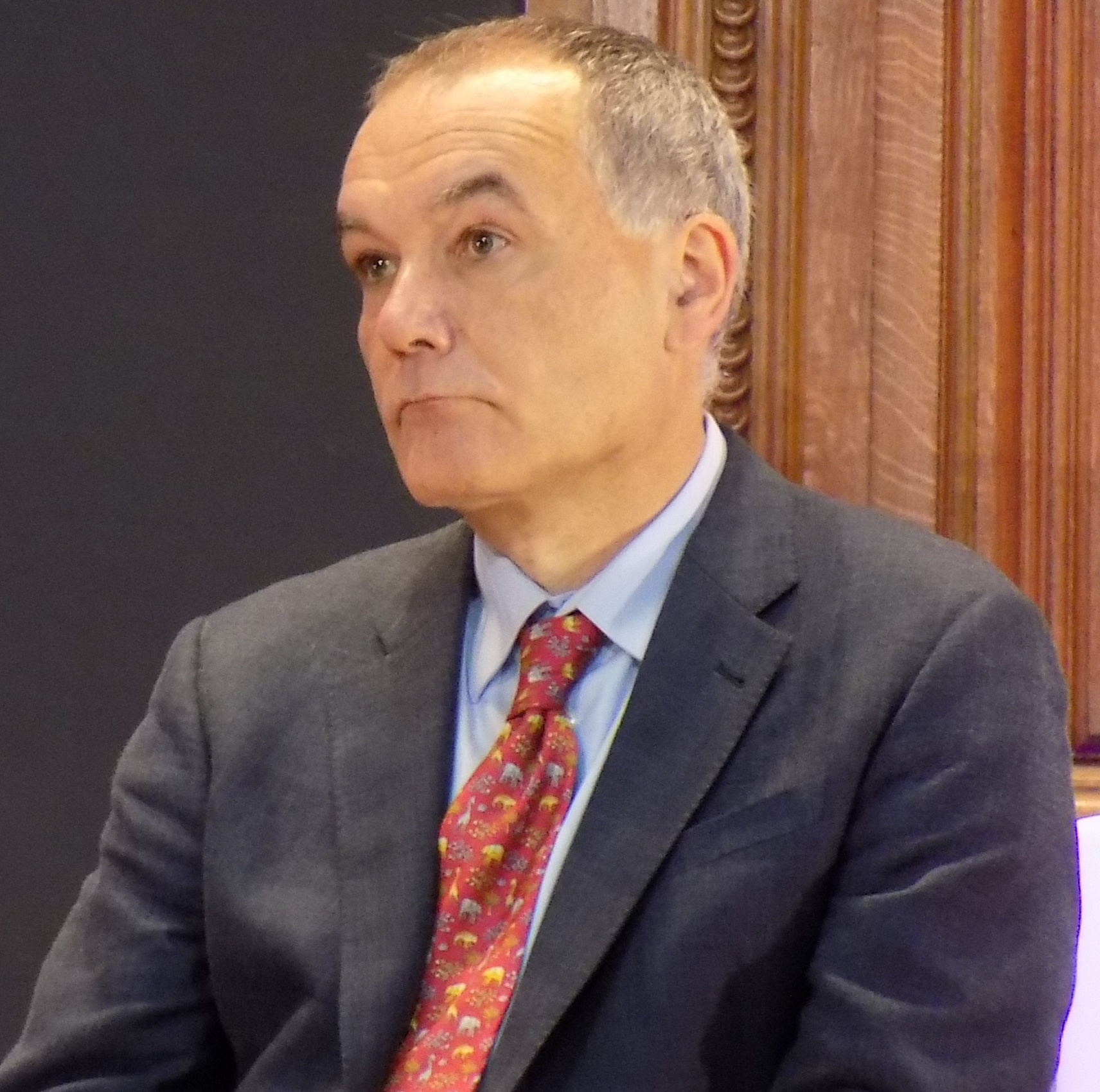
Jean-Pierre Filiu en el fórum «L'année vue parell l'histoire» organitzat per France Culture, 25 d'abril de 2015

Conseller d'Afers exteriors de França, ha exercit a Jordània, a la República Àrab Siriana i a Tunísia, així com als Estats Units. Ha estat també membre de les conselleries del ministre d'Interior de França Pierre Joxe (1990-91), del mateix ministre en el Ministeri de Defensa (1991-93) i del Primer ministre Lionel Jospin (2000-2002).
Des del 2006 és professor a Sciences Po Paris, on imparteix classes en francès, en anglès, en castellà i en àrab. És també investigador associat al Centre d'études et de recherches internationales (CERI). Ha publicat tant a França com a altres països nombrosos articles sobre el Món islàmic i els seus llibres i les seves anàlisis han estat traduïts a una dotzena de llengües. Els seus treballs sobre Al-Qaida o el mil·lenarisme incideixen sobre la ruptura entre aquest extremisme contemporani i la tradició islàmica; analitza la «Revolució àrab» donada des d'hivern 2010-2011 on constata el començament d'una onada històrica de llarga durada, un «segon renaixement àrab» que s'inscriu com a prolongació de la Nahda del segle xix.
Ha publicat, d'altra banda, dos assajos bibliogràfics sobre músics contemporanis, un sobre Jimi Hendrix, Le Gaucher magnifique, i l'altre sobre Camarón de la Isla, La Révolution du flamenco. Ha participat en el guió d'una novel·la gràfica, dibuixada per David B., que tracta sobre les relacions dels Estats Units amb Orient Mitjà i també ha escrit el text d'una cançó protesta de Zebda sobre la franja de Gaza, als qui va conèixer el 1998 a Síria sota el règim de Hafez al-Àssad quan el grup de música va oferir una sèrie de concerts a Damasc i Alep, on era diplomàtic a l'època.

## Obra
Se'n poden citar:
| - Mitterrand et la Palestine, 2005 - Les frontières du jihad, 2006 - Mai 68 à l'ORTF, 2008 - Jimi Hendrix, le gaucher magnifique, 2008 - L'Apocalypse dans l'Islam, 2008 (premi Augustin-Thierry des Rendez-vous de l'Histoire de Blois) - Les Neuf Vies d'Al-Qaida, 2009, reeditat com La véritable histoire d'Al-Qaïda, 2011 - Camaron, la révolution du flamenco, 2010 | - Les meilleurs ennemis - Une histoire des relations entre les États-Unis et le Moyen-Orient 1. 1783/1953 amb David B. - La Révolution arabe : Dix leçons sur le soulèvement démocratique, 2011 - Histoire de Gaza, 2012 - Le Nouveau Moyen-Orient, 2013 - Je vous écris d'Alep, 2013 - Les Meilleurs ennemis, tome 2, amb David B., 2014 - Histoire de Gaza, 2015 |